# 恋し浜駅
恋し浜駅（こいしはまえき）は、岩手県大船渡市三陸町綾里字小石浜にある三陸鉄道リアス線の駅である。
駅の愛称は「愛の磯辺」。後述する「ホタテ貝の絵馬掛け」に象徴されるように、愛にまつわる駅であることに由来する。

## 概要
1985年（昭和60年）10月16日に小石浜駅（こいしはまえき）として新設され、2009年（平成21年）7月20日に地元の小石浜地区で直販されているホタテブランド「恋し浜」にちなんで駅名を恋し浜駅に変更した。改称以降、駅待合室にホタテ貝を絵馬として吊るす「ホタテ貝の絵馬掛け」が行われている。2010年（平成22年）11月13日には観光案内看板の枠を活用して「幸せの鐘」が設置され、この「幸せの鐘」にはバラの新品種「恋し浜」・きらめく星・翼をもつ天使をモチーフとしたステンレス製の透かし彫りがあしらわれている。
駅舎は高台に位置しているため、2011年の東日本大震災に際しては津波による流出を免れたが、路盤流出などにより南リアス線全線が不通となった。休止中も前述のホタテ絵馬が数多く奉納され、2013年に2年ぶりの営業再開を迎えた。

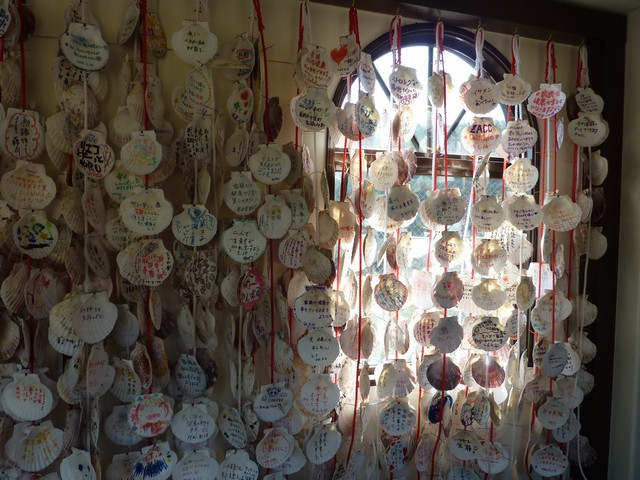
ホタテ貝の絵馬掛け（2010年5月）

## 歴史
- 1985年（昭和60年）10月16日：南リアス線の小石浜駅として開業[1][2]。
- 2009年（平成21年）7月20日：現駅名に改称。
- 2011年（平成23年）3月11日：東北地方太平洋沖地震（東日本大震災）により南リアス線全線運休。
- 2013年（平成25年）4月3日：盛駅 - 吉浜駅間復旧に伴い営業再開。
- 2014年（平成26年）9月16日：旅客連絡通路スロープを設置[7]。
- 2025年（令和7年）
  - 2月27日：大船渡市山林火災に伴い、運休。
  - 3月11日：運転再開。

## 駅構造
単式ホーム1面1線の地上駅である。無人駅だが、待合室とトイレがある。

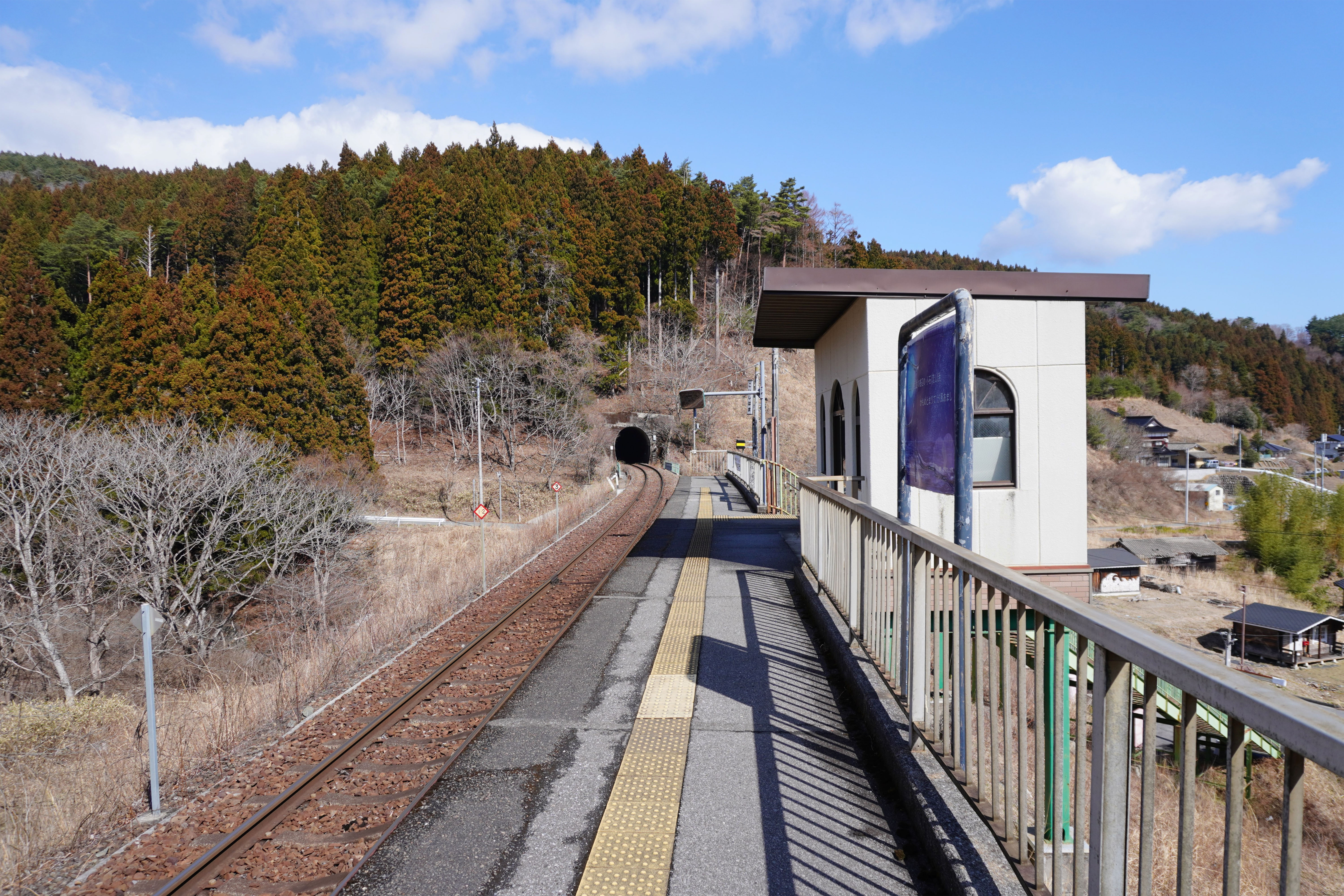
ホーム（2024年3月）
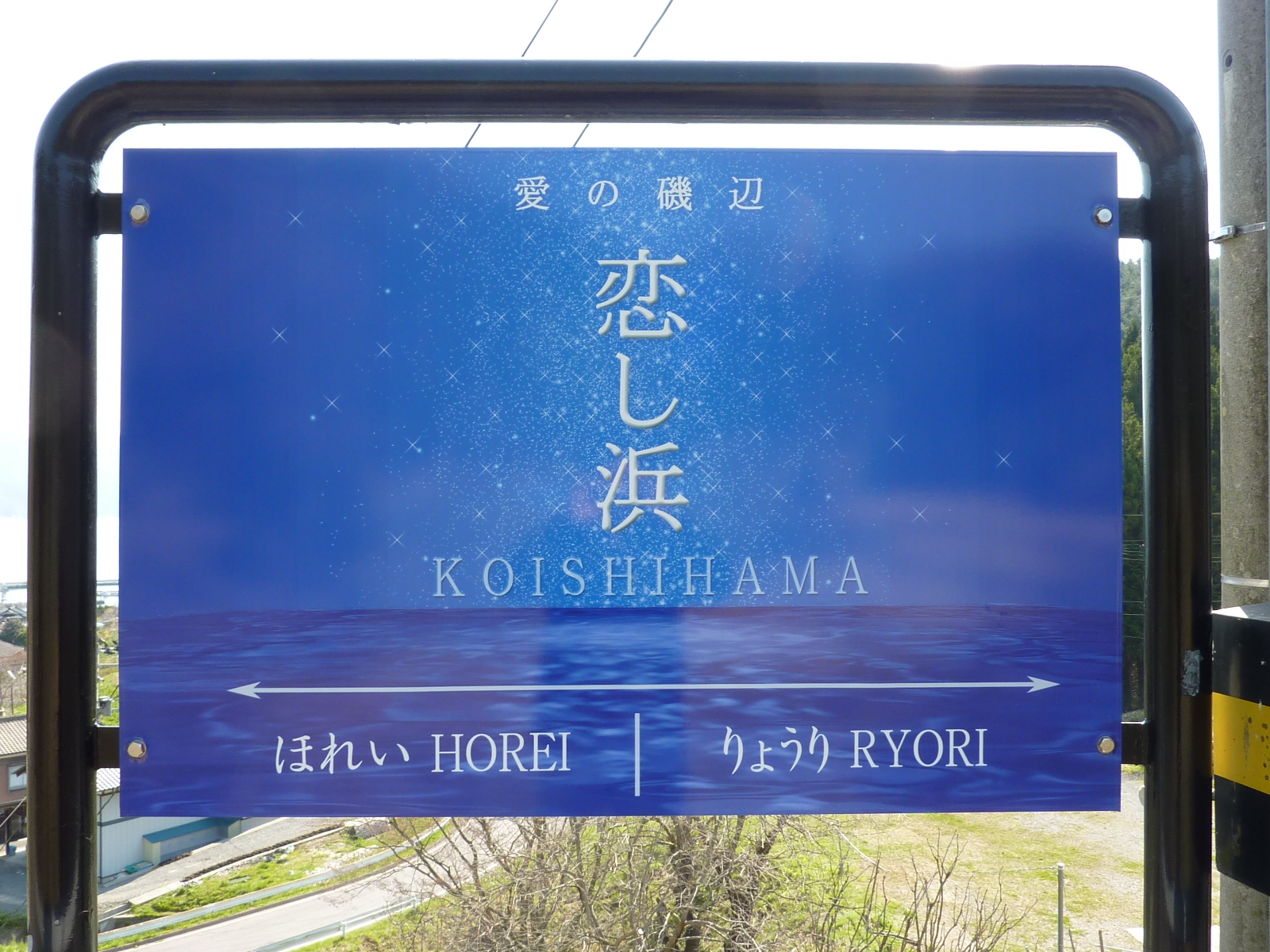
駅名標（2010年5月）

## 利用状況
「大船渡市統計書」によると、2023年度（令和5年度）の1日平均乗車人員は5人である。
2002年度（平成14年度）以降の推移は以下のとおりである。
| 乗車人員推移       | 乗車人員推移     | 乗車人員推移 |
| 年度               | 1日平均 乗車人員 | 出典         |
| ------------------ | ---------------- | ------------ |
| 2002年（平成14年） | 6                | [ 市 2 ]     |
| 2003年（平成15年） | 6                | [ 市 2 ]     |
| 2004年（平成16年） | 7                | [ 市 2 ]     |
| 2005年（平成17年） | 5                | [ 市 3 ]     |
| 2006年（平成18年） | 5                | [ 市 3 ]     |
| 2007年（平成19年） | 4                | [ 市 3 ]     |
| 2008年（平成20年） | 5                | [ 市 4 ]     |
| 2009年（平成21年） | 2                | [ 市 4 ]     |
| 2010年（平成22年） | 6                | [ 市 4 ]     |
| 2011年（平成23年） | 運休             |              |
| 2012年（平成24年） | 運休             |              |
| 2013年（平成25年） | 4                | [ 市 5 ]     |
| 2014年（平成26年） | 2                | [ 市 5 ]     |
| 2015年（平成27年） | 4                | [ 市 5 ]     |
| 2016年（平成28年） | 4                | [ 市 6 ]     |
| 2017年（平成29年） | 4                | [ 市 6 ]     |
| 2018年（平成30年） | 3                | [ 市 6 ]     |
| 2019年（令和元年） | 4                | [ 市 7 ]     |
| 2020年（令和02年） | 4                | [ 市 8 ]     |
| 2021年（令和03年） | 3                | [ 市 9 ]     |
| 2022年（令和04年） | 10               | [ 市 10 ]    |
| 2023年（令和05年） | 5                | [ 市 1 ]     |

## 駅周辺
周囲には細い道路と民家が散在するのみ。近くには岩手県道9号大船渡綾里三陸線が走る。
- 小石浜漁港

## その他
- 2013年（平成25年）3月17日に、テレビ東京系列の番組「志村けんと行く!勝手にドッキリ感動旅!」において、震災の影響で結婚式を挙げられなかった夫婦にサプライズ結婚式を敢行した。
- 2014年（平成26年）4月20日の三陸鉄道全線運行再開時に、AKB48のメンバー3人（渡辺麻友・相笠萌・田野優花）が乗車し、支援目的でホタテガイの貝殻を用いた絵馬を同駅に寄贈した。その後同年5月23日に、これらの絵馬が全て無くなっており、地元警察は盗難に遭ったものとみて捜査を行っている[8]。
- 小石浜地区では、同地区で養殖するホタテに「恋し浜ホタテ」と名付けて販売しており、恋し浜ホタテを使った駅弁「恋し浜ホタテ照り焼き弁当」も販売されている[9]。

## 隣の駅
三陸鉄道
■リアス線
綾里駅  - 恋し浜駅 - 甫嶺駅

### 記事本文
1. 1 2  石野哲 編『停車場変遷大事典 国鉄・JR編』 II（初版）、JTB、1998年10月1日、487頁。ISBN 978-4-533-02980-6。
2. 1 2 3  「私鉄年表」『私鉄車両編成表 '86年版』ジェー・アール・アール、1986年8月1日、152頁。
3. 1 2 3  “恋し浜駅 | 三陸鉄道”.   三陸鉄道. 2024年5月10日閲覧。
4. 1 2  “三陸鉄道南リアス線に『恋し浜駅』誕生!!”.   岩手県 (2009年7月20日). 2011年3月23日時点のオリジナルよりアーカイブ。2009年11月30日閲覧。
5. ↑  交通新聞 2010年（平成22年）12月6日
6. 1 2  さんりく観光情報：いわて三陸観光情報ポータルサイト - 大船渡周辺
7. ↑  恋し浜駅バリアフリーに 大船渡、スロープ設置（2014年10月13日時点のアーカイブ） 岩手日報 2014年9月17日
8. ↑  「まゆゆ」らＡＫＢ直筆絵馬、待合室から盗難か（2014年5月31日時点のアーカイブ） 読売新聞 2014年5月28日
9. ↑  恋し浜　ホタテ照り焼き弁当（2013年5月1日時点のアーカイブ） - 日本レストランエンタプライズ

### 利用状況
1. 1 2  「10.運輸・通信」『大船渡市統計書 令和6年版』（PDF）（レポート）大船渡市、2025年5月、41頁。2025年6月24日閲覧。
2. ↑  「10.運輸・通信」『大船渡市統計書 平成17年版』（PDF）（レポート）大船渡市、2006年3月、62頁。2025年6月24日閲覧。
3. ↑  「10.運輸・通信」『大船渡市統計書 平成20年版』（PDF）（レポート）大船渡市、2009年3月、58頁。2025年6月24日閲覧。
4. ↑  「10.運輸・通信」『大船渡市統計書 平成23年版』（PDF）（レポート）大船渡市、2012年8月、58頁。2025年6月24日閲覧。
5. ↑  「10.運輸・通信」『大船渡市統計書 平成28年版』（PDF）（レポート）大船渡市、2017年4月、43頁。2025年6月24日閲覧。
6. ↑  「10.運輸・通信」『大船渡市統計書 令和元年版』（PDF）（レポート）大船渡市、2020年7月、43頁。2025年6月24日閲覧。
7. ↑  「10.運輸・通信」『大船渡市統計書 令和2年版』（PDF）（レポート）大船渡市、2021年6月、43頁。2025年6月24日閲覧。
8. ↑  「10.運輸・通信」『大船渡市統計書 令和3年版』（PDF）（レポート）大船渡市、2022年7月、41頁。2025年6月24日閲覧。
9. ↑  「10.運輸・通信」『大船渡市統計書 令和4年版』（PDF）（レポート）大船渡市、2023年5月、41頁。2023年7月14日閲覧。
10. ↑  「10.運輸・通信」『大船渡市統計書 令和5年版』（PDF）（レポート）大船渡市、2024年4月、41頁。2025年6月24日閲覧。